# Hnanice
Obec Hnanice (něm. Gnadlersdorf) se nachází v okrese Znojmo v Jihomoravském kraji. Žije zde 354 obyvatel. Jedná se o vinařskou obec ve Znojemské vinařské podoblasti (viniční tratě Knížecí vrch, Fládnická, U kapličky, U Chlupa).

## Název
První doklady jména vesnice ze 13. století jsou německé, ukazují podoby Gnanlicz, Gnanleizdorf, Gnanleistorf. Jejich základem bylo osobní jméno Gnanno (případně jeho domácká podoba Gnannel). Jméno vesnice bylo vytvořeno nejprve v češtině (výchozí tvar Gnánici byl pojmenováním obyvatel vsi a znamenal "Gnánovi lidé") a z ní bylo následně přejato do němčiny, v níž se dále hláskově vyvíjelo k modernímu Gnadlersdorf.

## Historie
Starobylá obec se nachází na státní hranici s Rakouskem. První písemné zmínky o obci se datují k roku 1201 v listině pro nově zřízený (1190) premonstrátský klášter v Louce u Znojma, při darování desátků z hnanických vinic rytířem Rudgerusem klášteru.
Nejvýznamnější stavbou a také kulturní památkou, je kostel sv. Wolfganga v centrální části obce, jež byl vystavěn v r. 1483 a vysvěcen v roce 1510. Malá kaple byla chrámem Páně sedmi bratrů – svobodníků, kteří založili Hnanice. V kapli jsou 2 studny, k nimž se váže pověst o zázračné a léčivé vodě – Pověst „O studánce sv. Wolfganga“. Na pohraničním svahu na rakouské straně stál kdysi kostel, který známé studánce sv. Wolfganga přinášel značné příjmy – Pověst „O svatém kameni“. V hnanickém lese, ve skromné chýši, žil zbožný poustevník jménem „Daníž“. Sbíral léčivé byliny, aby jimi vypomáhal lidem v nemoci. Pramen, který vyvěral nedaleko jeho chýše, jmenuje se „Danížova studánka“. Podle něj je pojmenován potok Daníž protékající obcí. V r. 1563 byly Hnanice městečkem. V r. 1743 udělila císařovma Marie Terezie Hnanicím privilegium pořádání týdenních trhů. Roku 1812 byla otevřena v obci první německá škola, protože v obci žili jen občané německé národnosti. V r. 1849 bylo do katastru obce začleněno „Devět mlýnů“ z katastru rakouské obce Mitter-Retzbach. V období první republiky těžily Hnanice z návštěvníků obce a turistického ruchu.
V roce 1938 žilo v obci 565 obyvatel. V říjnu r.1938 byla obec v důsledku uzavření Mnichovské dohody přičleněna k Dolnodunajské župě Velkoněmecké říše (čili k tzv.Ostmarce - od března 1938 anšlusem připojenému bývalému Rakousku) a tento stav trval do května r.1945. Po skončení II. světové války došlo k vysídlení občanů německé národnosti a dosídlení obce obyvateli z různých krajů republiky. Na památku bojů o celnici, kdy v boji padl 22. září 1938 por. Otmar Chlup, první oběť fašismu na Znojemsku, byl postaven v roce 1946 v místě, kde u hranice padl, památník Otmara Chlupa.
Hnanice se po válce postupně vylidňovaly, až na 219 obyvatel v 75 obytných domech. Po roce 1990 došlo opět k nárůstu počtu obyvatel obce.
Díky rozkvětu turistiky a vyhlášení krajiny v západní části katastru obce Národním parkem Podyjí v roce 2001, vznikly nové služby, které zde dříve vzhledem k hraničnímu pásmu být nemohly. V obci je sklepní ulička patřící k nejmalebnějším ve Znojemské vinařské podoblasti. Hnanice jsou také obvyklým výchozím místem pro návštěvu nekrásnější vinice v České republice – Šobes, nacházející se v lesním masivu na ostrohu nad řekou Dyjí, která jej obtéká ze tří stran.
Do roku 2014 zastával funkci starosty Jiří Musil, od roku 2014 vykonává funkci starosty Bc. Martin Dvořák.

## Doprava
Vesnicí prochází silnice II/413 a obsluhují jí autobusové spoje linky 818 ty jsou zaintegrovány v IDS JMK.

## Pamětihodnosti
- Kostel svatého Wolfganga – mohutný pozdně gotický trojlodní chrám s věží a kaplí svatého Linharta, pocházející z konce 15. století. K východní straně trojlodí přiléhá studniční kaple, tvořená původním malým kostelem svatého Wolfganga z konce 13. století. Uvnitř kaple se nachází studna, které byly připisovány léčebné a zázračné účinky. Až do konce 18. století chrám sloužil jako poutní místo.
- Boží muka z konce 17. století u kostela
- Výklenkové kapličky z počátku 19. století
- Sloup se sochou Panny Marie z roku 1887 na návsi
- Barokní obecní sýpka
- Kamenný jez na řece Dyji, lokalita Devět mlýnů

## Galerie

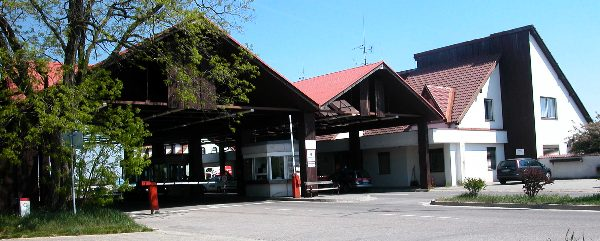
Hraniční přechod Hnanice–Mitterretzbach
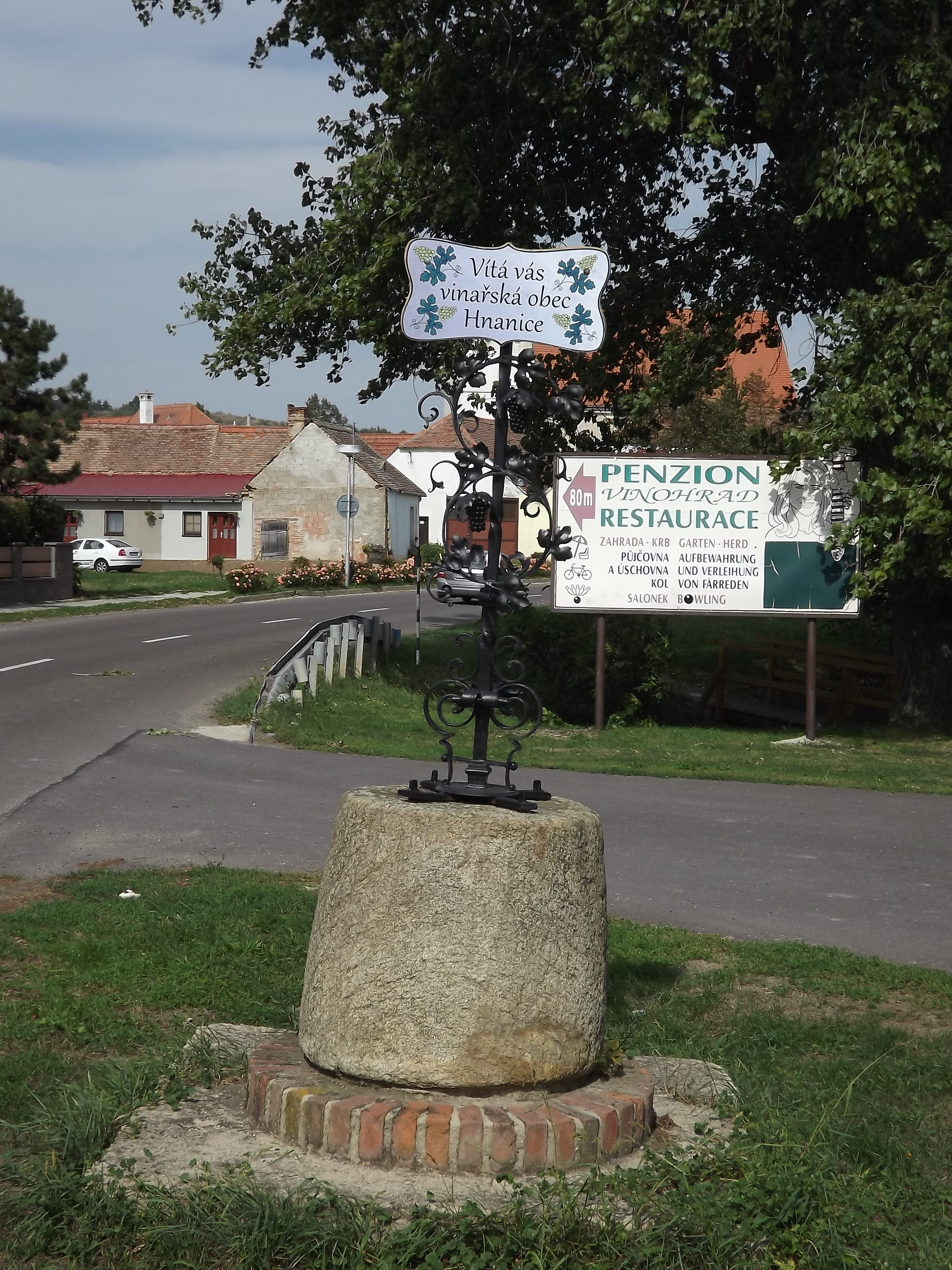
Kříž u vjezdu do obce
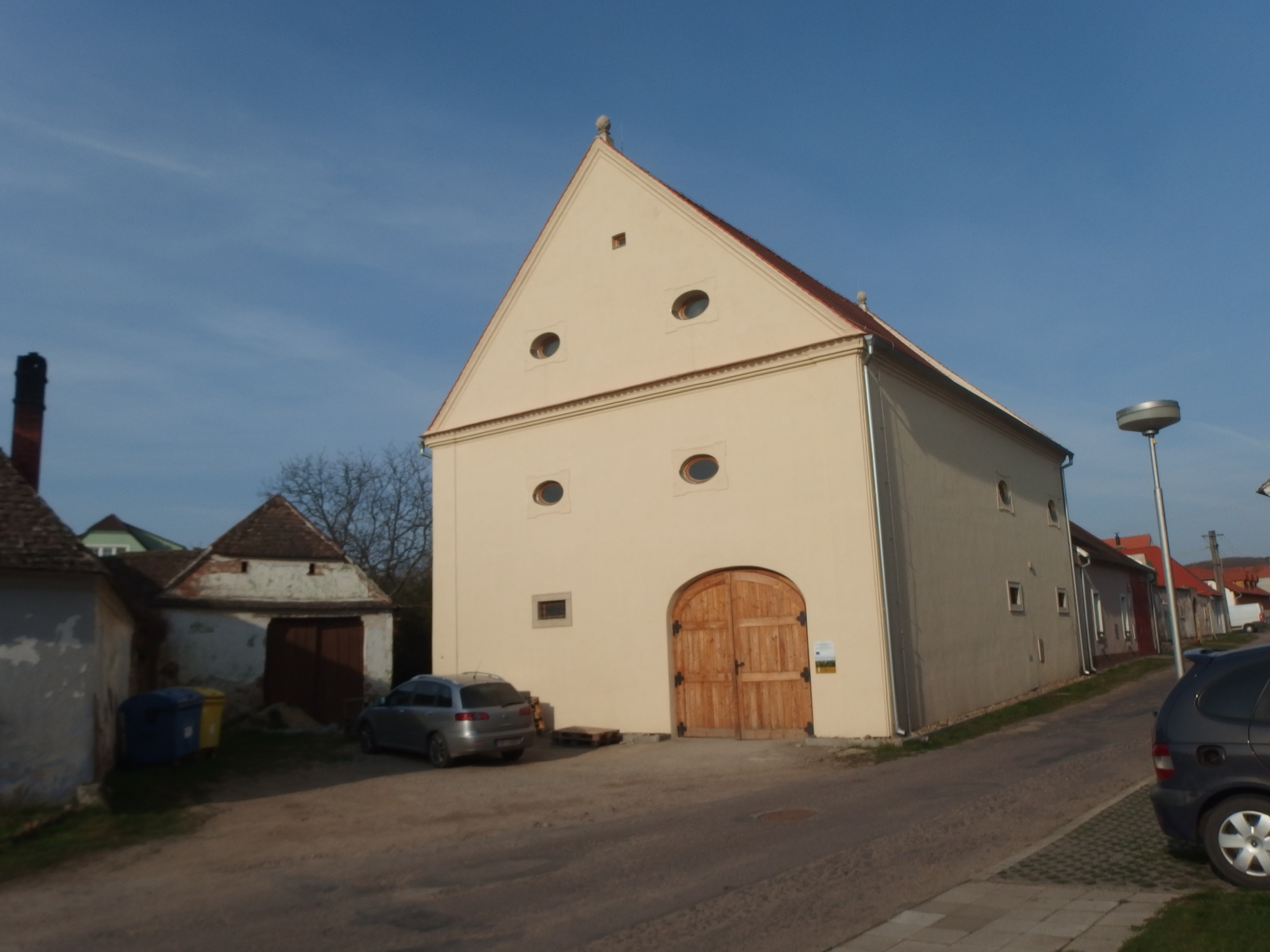
Obecní sýpka